# Kustrzebka czarnofioletowa

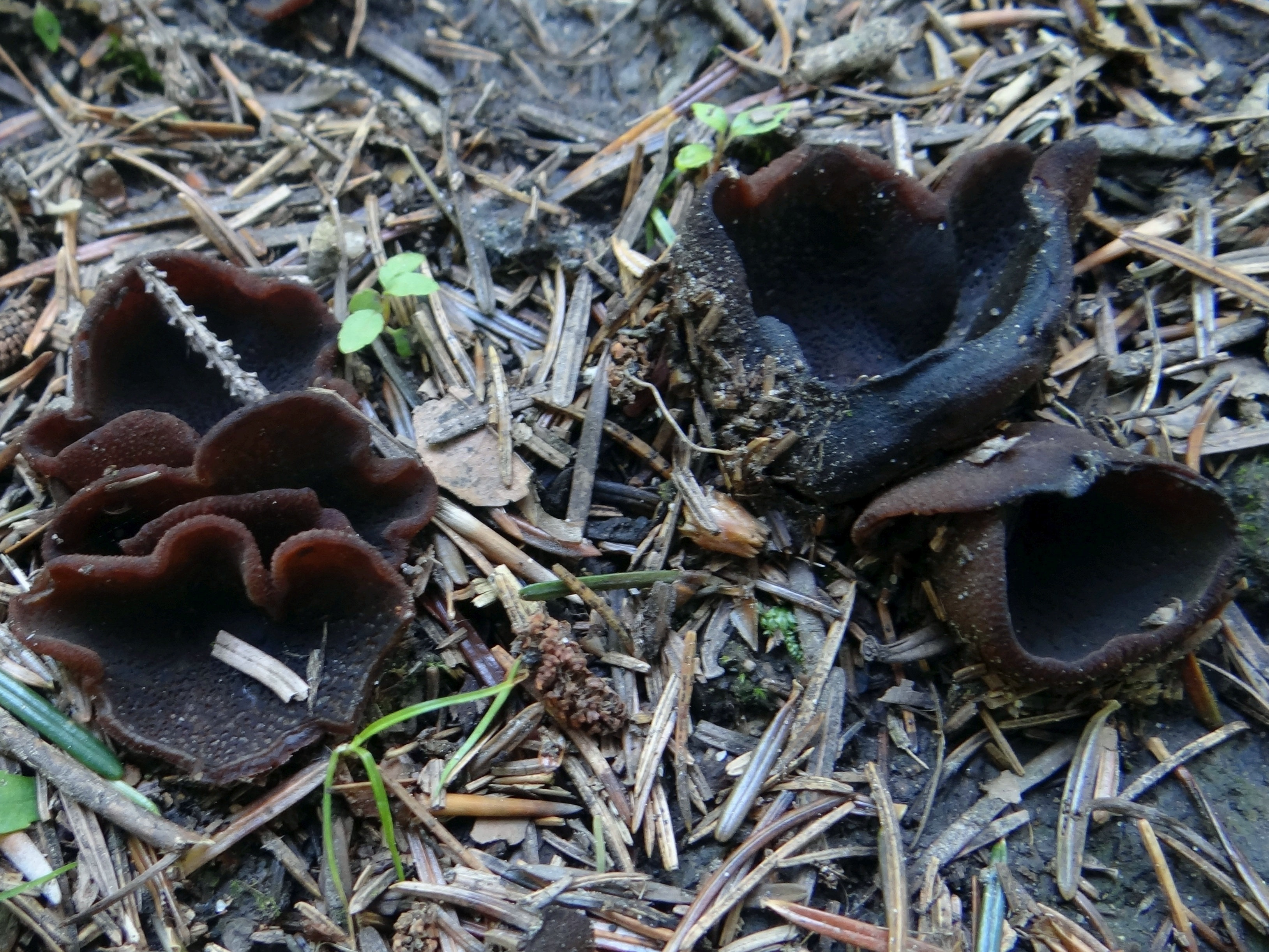

Kustrzebka czarnofioletowa (Peziza saniosa Schrad.) – gatunek grzybów z rodziny kustrzebkowatych (Pezizaceae).

## Systematyka i nazewnictwo
Pozycja w klasyfikacji według Index Fungorum: Peziza, Pezizaceae, Pezizales, Pezizomycetidae, Pezizomycetes, Pezizomycotina, Ascomycota, Fungi.
Synonimy:
- Aleuria saniosa (Schrad.) Gillet 1879
- Galactinia saniosa (Schrad.) Sacc. 1889
- Plicaria saniosa (Schrad.) Rehm 1894[2].

## Morfologia
Askokarp
Apotecja o średnicy około 1–1,5, rzadko do 2 cm. Powierzchnia hymenialna gładka, od ciemnofioletowej do ciemnobrązowawej, u starych okazów prawie czarna, sterylna powierzchnia zewnętrzna ciemnobrązowa, ciemno szarobrązowa lub ciemnofioletowa. Po uszkodzeniu powierzchni hymenialnej pojawia się na niej niebieskawy sok.
Askospory wąsko elipsoidalne, lekko zwężone na biegunach, 15,5–16,2 × 7,5–8,2 μm, w worku jednorzędowe, szkliste, z dwoma dużymi gutulami, powierzchnia ornamentowana małymi brodawkami i wydłużonymi grzbietami. Parafizy proste, cylindryczne, proste, szersze przy wierzchołkach.
Gatunki podobne
Podobna jest Peziza badiofusca, ale można też pomylić z kustrzebką brunatną (Peziza badia) i kilkoma innymi gatunkami kustrzebek. Pewne oznaczenie gatunku wymaga obserwacji mikroskopowych, zwłaszcza ważne jest urzeźbienie zarodników po wybarwieniu błękitem metylenowym lub laktofenolem.

## Występowanie i siedlisko
Notowany tylko w Europie i Nowej Zelandii. W Polsce gatunek rzadki. Znajduje się na Czerwonej liście roślin i grzybów Polski. Ma status R – gatunek potencjalnie zagrożony z powodu ograniczonego zasięgu geograficznego i małych obszarów siedliskowych.
Grzyb saprotroficzny. Rośnie zazwyczaj gromadnie w lasach iglastych i liściastych, wśród mchów, także na leśnych drogach.